# Kvíz
A kvíz a szellemi játékok egy formája, amelyben a játékosok egyénileg vagy csapatban kérdéseket igyekeznek helyesen megválaszolni.

## A név eredete
A szó első (angol) említése 1782-ből származik és „egy különös ember”-t jelent. A szó ezen értelme ma is felbukkan a quizzical szóban. Szintén használták a quizzing glass kifejezésben, ami a 19. század eleji angol dandyk viselete volt. Később „gúnyolódni, viccelődni” jelentést kapott. Hogy a szó hogyan kapta a mai „vetélkedő” értelmet, az nem tisztázott. E jelentés nem tűnt fel egészen 1867-ig, amikor is már így használták az Egyesült Államokban.
Az Oxford English Dictionary-ban található egy idézet 1847-ből, ahol a szó feltűnik: „[A nő] visszajött és kérdezett (quiesed) minket”, ami talán rávezethet a szó eredetére. A kvíz mint egy teszt lehet a latin „Qui es”, azaz „ki vagy” elferdülése. Másik lehetséges eredete az angol quiset, „kérdez” szó.
Egy legenda szerint 1791-ben egy James Daly nevű dublini színháztulajdonos arra tett fogadást, hogy elterjeszt egy szót 24 órán belül. Felfogadott néhány utcagyereket, hogy írják tele a város falait a „quiz” szóval, ami akkoriban állítólag még nem bírt jelentéssel. A történet szerint a szó valóban elterjedt egy napon belül, és a „teszt” jelentést is így kapta, mivel ismert jelentés híján, az emberek azt hitték, hogy ez egyfajta teszt. A történet valósságára azonban nincs bizonyíték, ráadásul a kifejezés már használatban volt – legalább említés szintjén – az állítólagos fogadás előtt.

## Kvízjátékok
A kvízjátékok lehetnek általános műveltségiek és speciális tárgyúak. A játékszabályok nagyon különbözőek lehetnek. A kvízjátékok legnépszerűbb formái a következőek:
- Kocsmakvízek
- Egyetemi bajnokságok (Quizbowl)
  - az USA-ban:
    - College Bowl
    - National Academic Quiz Tournaments
    - Academic Competition Federation

  - az Egyesült Királyságban:
    - University Challenge (televíziós)
    - BuzzerQuiz
    - National Quiz Super League Archiválva 2021. március 4-i dátummal a Wayback Machine-ben
- Egyéni kvízbajnokságok
  - nemzetközi:
    - Kvízvilágbajnokság

  - az Egyesült Királyságban:
    - Mastermind (televíziós; magyarul Elmebajnokság)
    - Quizzing.co.uk's National Quiz Circuit
- Táblás játékok
  - Trivial Pursuit
- Televíziós kvízműsorok
  - Vitray Tamással
    - Kapcsoltam

  - Rózsa Györggyel
    - Kapcsoltam
    - Ki marad a végén?
    - Quizfire
    - Zsákbamacska

  - Egri Jánossal
    - Játék a betűkkel (1972-től)
    - Melyiket a 3 közül?
    - Négy kerékkel okosan!
    - Szellemi 5 tusa
    - Lehet egy kérdéssel több?
    - Elmebajnokság (angolul MasterMind)
    - Keresztkérdés
    - Kérdezz! Felelek (1997-ig)

  - Vágó Istvánnal
    - Fele sem igaz
    - Van benne valami
    - Mindent vagy semmit
    - Legyen Ön is Milliomos!
    - A párbaj
    - Pókerarc
    - ÁtVágó

  - Jakupcsek Gabriellával
    - Most vagy soha
    - Multimilliomos

  - Máté Krisztinával
    - A leggyengébb láncszem

  - Kovács Istvánnal
    - Kell egy csapat

  - Gundel Takács Gáborral
    - Örökös
    - Maradj talpon!
    - A következő!
    - Kérdező
    - Áll az alku
    - Legyen Ön is Milliomos!
    - A Géniusz
    - Az ugrás
    - 5 Arany Gyűrű

  - Szujó Zoltánnal
    - The Floor – Csak egy maradhat

  - Kasza Tibivel
    - Bumm!
    - Kasza!
    - Ezek megőrültek!
    - Pénzt vagy éveket!
    - Sztárok és párok
    - Kapd el, ha tudsz!
    - Szerencsekerék
    - Az 1% Klub – Mennyire okos Magyarország?

  - Szente Vajkkal
    - Honfoglaló
    - Zsákbamacska

  - Rónai Egonnal
    - 500 – Az ország géniusza (angolul 500 Questions)